# Elecciones al Senado de los Estados Unidos de 2000 en Nueva York
En las elecciones al Senado de los Estados Unidos celebradas en Nueva York el 7 de noviembre de 2000, Hillary Rodham Clinton, entonces primera dama de los Estados Unidos y la primera primera dama norteamericana en postular a un cargo público, derrotó al congresista Rick Lazio. La elección general coincidió con las elecciones presidenciales de Estados Unidos de 2000.
La carrera empezó en noviembre de 1998, cuando el senador de Nueva York por cuatro periodos, Daniel Patrick Moynihan, anunció su jubilación. Tanto el Partido Demócrata como el Republicano buscaron candidatos de alto perfil para competir por el escaño vacante. A inicios de 1999, Clinton y el alcalde de la ciudad de Nueva York, Rudolph Giuliani, eran los potenciales candidatos. Clinton y su esposo, el presidente Bill Clinton, compraron una casa en Chappaqua, Nueva York, en septiembre de 1999, convirtiéndose así en elegible para la elección, aunque enfrentó acusaciones de oportunismo político, ya que nunca había residido en el estado antes. El liderazgo en las encuestas en todo el estado fluctuó de Clinton a Giuliani y viceversa, ya que ambas campañas mostraron tanto estrategias exitosas como errores, además de lidiar con situaciones del momento. A finales de abril y mayo de 2000, aspectos médicos, románticos, maritales y políticos de Giuliani colisionaron en un período tumultuoso de cuatro semanas, terminando con su retiro de la carrera el 19 de mayo.
Los republicanos eligieron al congresista Rick Lazio, mucho menos conocido que Giuliani, para reemplazarle. La elección incluyó un récord de $90 millones en gastos de campaña entre Clinton, Lazio, y Giuliani, además de visibilidad nacional. Clinton mostró fuerza en áreas norteñas del estado, normalmente republicanas, y un error cometido por Lazio en un debate solidificó el respaldo a Clinton entre las mujeres, antes inestable. Clinton ganó la elección en noviembre de 2000 con 55% del voto frente al 43% de Lazio. Hasta el momento, esta es la última vez que un republicano obtuvo más del cuarenta por ciento de los votos en una elección al Senado por Nueva York.

## Antecedentes

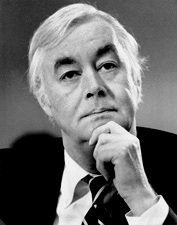
El senador demócrata Daniel Patrick Moynihan, quien decidió no postularse para la reelección en 2000.

Cuando el senador de Nueva York, Daniel Patrick Moynihan, anunció su jubilación en noviembre de 1998 luego de cumplir cuatro periodos en el cargo, su escaño antes asegurado se convirtió en vacante para las elecciones al Senado de Estados Unidos de 2000. Ambos partidos intentaron encontrar candidatos de alto perfil para disputarlo.
El alcalde de la ciudad de Nueva York, Rudy Giuliani, quién estaba impedido por ley de postular a la reelección edil en 2001, inmediatamente mostró su interés. Debido a su alto perfil y visibilidad, Giuliani fue respaldado por el Partido Republicano estatal de Nueva York, a pesar de que había irritado a muchos en el pasado por apoyar al entonces gobernador demócrata Mario Cuomo frente al republicano George Pataki en 1994. Giuliani se convirtió en el presunto nominado republicano, y en abril de 1999 había formado un comité exploratorio formal para una carrera al Senado. Había aún posibles adversarios republicanos para las primarias. Rick Lazio, un congresista que representaba al Condado de Suffolk en Long Island, estaba recaudando dinero y tenía un anuncio de candidatura planificado para el 16 de agosto; él abiertamente había considerado una primaria contra Giuliani, creyendo que su récord más conservador sería más atractivo para los votantes republicanos en las primarias. A principios de agosto, bajo presiones de figuras republicanas estatales y nacionales, Pataki respaldó a Giuliani. Pataki influyó sobre Lazio para que renuncie a su candidatura, a lo que Lazio aceptó, a pesar de su frustración frente al hecho de que Giuliani todavía no anunciaba oficialmente que postularía; Lazio dijo: "Si el alcalde quiere ser candidato, pienso que necesita entrar en esta carrera. Es tiempo que ponga la telenovela a un lado y salga al frente". El congresista del condado de Nassau, Pete T. King, también consideró postular y había recaudado algunos fondos.
Se esperaba que la congresista de Nueva York, Nita Lowey, sea la primera opción para convertirse en la nominada demócrata, mientras otros posibles candidatos que se mencionaron incluían al Secretario de Vivienda y Desarrollo Urbano, Andrew Cuomo, al contralor estatal de Nueva York, Carl McCall, y a la congresista de Nueva York, Carolyn Maloney. Las figuras demócratas estatales estaban preocupadas de que ni Lowey ni los otros tuvieran la talla política y mediática para enfrentar a Giuliani, y que el escaño finalmente se perdiera. A finales de 1998, prominentes políticos y asesores demócratas prominentes, incluyendo al congresista por Nueva York Charles Rangel, instaron a la primera dama Hillary Rodham Clinton a que postulara por el escaño de Nueva York en el Senado. Sabiendo que sería un hecho sin precedentes si decidía hacerlo, Clinton pasó algún tiempo considerando la idea mientras Lowey esperaba entre bastidores. Sus asesores políticos le dijeron que la carrera sería difícil y algunos de ellos le dijeron que perdería. Ella esperó a que los procedimientos de destitución a Bill Clinton concluyeran, lo cual sucedió con su absolución el 12 de febrero de 1999.

## Inicios de la campaña Clinton

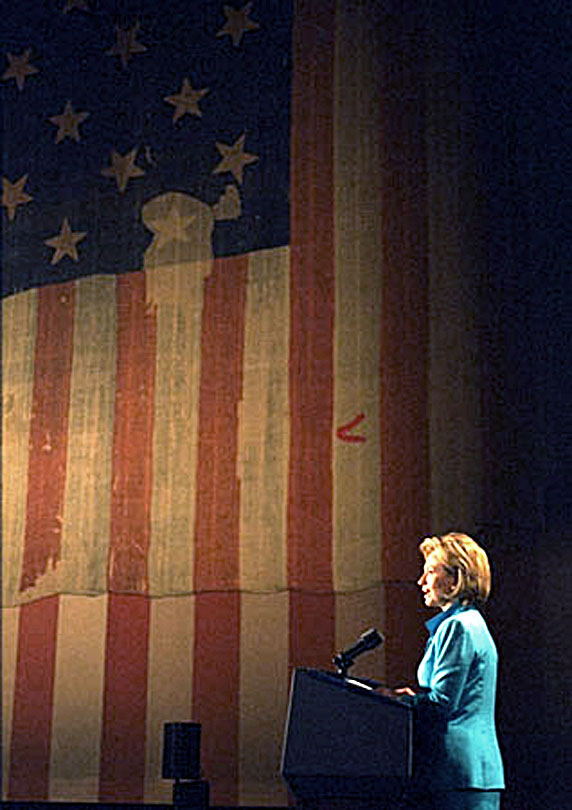
Hillary Clinton en un discurso protocolar como primera dama de Estados Unidos en 2000.

El 16 de febrero de 1999, la oficina de la primera dama anunció que estaba considerando postular al puesto en el Senado. Una vez que estaba claro que Clinton iba a postular, Lowey dio un paso al costado, a pesar de que estaría decepcionada por la oportunidad perdida.  El 7 de julio de 1999, Clinton formalmente anunció un comité exploratorio para la postulación al Senado; el lugar elegido para ello fue la granja de Moynihan en Pindars Corners, en el rural Condado de Delaware. Bill Clinton se mostró entusiasta sobre su candidatura. La escenificación del evento fue gestionada por la consultora política de los Clinton, Mandy Grunwald. Hillary Clinton se embarcó en un "tour del diálogo" hacia todo Nueva York luego de entrar a la contienda. Planeó visitar todos los 62 condados en Nueva York, hablar a los neoyorquinos en grupos pequeños, según los principios de la política minorista. Durante la carrera, pasó considerable tiempo haciendo campaña en regiones del norte del estado, tradicionalmente republicanos. Clinton afrontó acusaciones de oportunista, por el hecho de no haber nunca residido en el estado de Nueva York ni haber participado directamente en política estatal con anterioridad a su carrera al Senado.
Entre tanto, en septiembre de 1999, los Clinton adquirieron una casa de estilo colonial holandés, con 11 habitaciones, por $1.7 millones en Chappaqua, Nueva York, al norte de la Ciudad de Nueva York. Incluso la actividad común de elegir casa atrajo la atención de los medios; la cobertura de las vidas personales sería la norma en este concurso de dos "figuras polarizantes y electrizantes" (como lo señaló un reportero).  En noviembre de 1999, Hillary Clinton anunció que dejaría la mayoría de sus deberes oficiales como primera dama para residir en Nueva York y continuar con su campaña. Su mudanza tuvo lugar en enero de 2000, con la casa amueblada con muchas de las posesiones de la pareja desde sus días en Arkansas. Fue la primera vez desde la muerte de la primera esposa de Woodrow Wilson en 1914, que un presidente viviría en la Casa Blanca sin su cónyuge.
Las etapas tempranas de su campaña no estuvieron exentas de errores, y como más tarde lo escribiría: "Los errores en la vida política de Nueva York no se olvidan fácilmente." En una movida muy publicitada, Clinton se puso una gorra de béisbol de los Yankees de Nueva York en un evento de junio de 1999, cuando toda su vida había sido una fan de los Chicago Cubs. Esto atrajo muchas críticas, y Thomas Kuiper más tarde escribiría un libro anti-Clinton titulado: Siempre he sido fan de los Yankees: Hillary Clinton en sus propias palabras. Clinton dijo que tenía que desarrollar interés en hacerle barra a la Liga Americana, pues no se esperaba que los hinchas de los Cubs vitorearan a favor de los Chicago White Sox, pertenecientes a la Liga. En su autobiografía de 2003, dijo que haberse puesto la gorra estuvo "mal hecho", pero reiterado lo que salió en la prensa con anterioridad al incidente, que había sido una "fan absoluta de Mickey Mantle"; el libro incluyó una fotografía suya con una gorra de los Yankees en 1992.
Más en serio, el 11 de noviembre de 1999, en la dedicación de un programa de salud financiado por Estados Unidos en Cisjordania, Clinton intercambió besos con Suha Arafat, esposa del presidente palestino Yasser Arafat, después de que Suha Arafat había pronunciado un discurso afirmando que Israel había envenenado deliberadamente a los palestinos a través de la degradación ambiental y el uso de "gas venenoso". Algunos partidarios israelíes dijeron que Clinton nunca debió haber besado a la esposa del líder palestino, sobre todo después de esos comentarios incendiarios. Al día siguiente, Clinton denunció las acusaciones de Suha Arafat, y dijo que el negociador palestino Saeb Erekat le había dicho que Suha Arafat se había referido a "gas lacrimógeno" y no "gas venenoso". El beso se convirtió en un tema de campaña, especialmente con los votantes judíos. Clinton se refirió a ello como una formalidad similar a un apretón de manos, diciendo que no haberlo hecho habría provocado un incidente diplomático. Más tarde, ella escribiría que la traducción en vivo del árabe al inglés falló en transmitir la naturaleza exacta de su intervención: "Si yo hubiera oído sus odiosas palabras, las habría denunciado inmediatamente".
Sorpresivamente hasta cierto punto, Clinton enfrentó una erosión del apoyo de mujeres votantes durante su campaña, con sus números en descenso a lo largo de 1999.  Esto se debía en parte a un patrón típico visto con mujeres candidatas donde tienen un incremento temprano de respaldo femenino que luego se desvanece, y fue en parte como consecuencia de sus primeros tropiezos de campaña. Pero también reflejaba el conjunto particular de sentimientos encontrados que las mujeres tenían hacia el matrimonio Clinton y de la ambición y el poder que ella obtenía del mismo. El problema era particularmente grave según algunos datos demográficos femeninos; uno de sus asesores de larga data diría más adelante: "¿Las mujeres de la clase profesional educada? Ellas no la soportaban ni mierda. Nunca pudimos averiguar por qué. Teníamos psicólogos tratando de explicarnos eso."

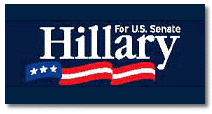
Logo de la campaña al Senado de 2000 de Hillary Clinton.

La campaña de Clinton destinada a todos los condados, llevada por una minivan Ford convertible, ayudó a apaciguar la acusación de "paracaidista", logrando que muchos residentes de Nueva York dijeran que Clinton parecía "uno de nosotros". Ella discutió temas locales, como el apoyo a los precios para la industria láctea, las tarifas para el transporte aéreo, los niveles de matrícula de la universidad, y la fuga de talentos en partes del estado. Sus posiciones políticas se adaptaron muy bien a los diferentes sectores a los que apuntaba llegar en el estado. En una aparición en el Late Show de David Letterman en enero de 2000, estableció una buena relación con el presentador que continuaría a lo largo de sus años en el Senado y en su campaña presidencial de 2008. Clinton anunció formalmente su candidatura oficial en Purchase, Nueva York, en febrero de 2000, adoptando en sencillo el nombre "Hillary" para su material de campaña.
Desconfiada de la prensa desde la campaña presidencial de su marido en 1992 y desde sus inicios como primera dama, impuso límites a su disponibilidad hacia la prensa, que la seguía en una camioneta en la campaña. Beth Harpaz, reportera de Associated Press, relataría más tarde un día típico de esta temporada: "Pero nos habían dicho que no habría 'acceso' hoy en día, y lo habíamos aceptado. Eso no me impidió sentirme un poco humillada. Estaba tan desgastada y muy exasperada por la falta de acceso y la ausencia de noticias en esta campaña que ya había dejado de luchar".

## Inicios de la campaña Giuliani

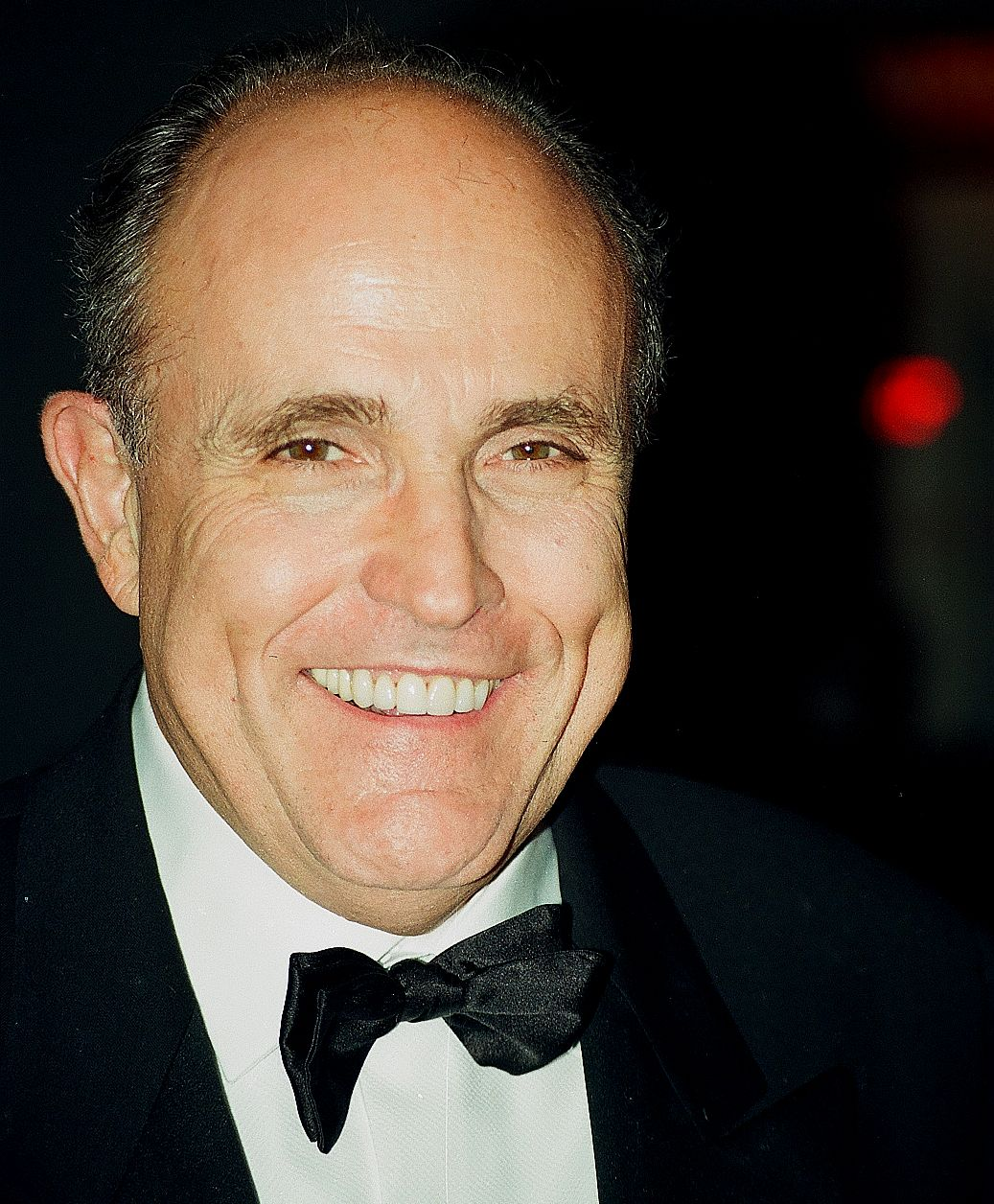
Rudy Giuliani, exalcalde de Nueva York, en 2000.

Una encuesta de principios de enero de 1999 del Marist Institute of Public Opinion mostró a Giuliani 10 puntos por detrás de Clinton. En enero de 2000, la encuesta Marist situó a Giuliani 9 puntos arriba. Las tácticas de Giuliani involucraban provocar intencionalmente a la campaña de Clinton con declaraciones deliberadamente exageradas, a fin de mantenerlos sin equilibrio y atrasados en responder. Giuliani hizo énfasis en representar a Clinton como una "paracaidista" y "aventurera". Hizo una visita de un día a Little Rock, Arkansas, donde anunció que ondearía la bandera del estado de Arkansas sobre el Ayuntamiento de Nueva York. Cuando Hillary Clinton visitó Nueva York desde Washington, dijo: "Espero que conozca el camino. Espero que no se pierda en una de las calles laterales". La campaña de Giuliani preparó un expediente de investigación opositora de 315 páginas que fue a su época como estudiante universitaria en el Wellesley College; incluía once páginas de lo que denominaron "Acciones y Comentarios Estúpidos". La campaña de Giuliani no tuvo problemas para recaudar dinero, consiguiendo más del 40% de sus fondos de fuera del estado y superando a Clinton en general por dos a uno.
La campaña de Giuliani mostró algunas debilidades estructurales. Muy estrechamente identificado con la ciudad de Nueva York, tenía un atractivo algo limitado para los votantes naturalmente republicanos en el norte del estado de Nueva York. El escándalo de la basura de Farmersville era indicativo de sus niveles más bajos de apoyo en el norte del estado. A finales de diciembre de 1999, Clinton se adaptó a la guerra psicológica de Giuliani, diciendo en respuesta a una de esas tácticas: "No puedo responder cada vez que el alcalde se enoje, porque eso es todo lo que haría". En febrero de 2000, Giuliani intentó sacar provecho de la reproducción accidental en el lanzamiento de campaña de Clinton de la canción de Billy Joel, "Captain Jack", sobre una historia suburbana de drogas, lo que provocó más burlas para él que para ella.
El 11 de marzo de 2000, Giuliani y Clinton se encontraron cara a cara por primera vez desde que comenzó la campaña, en la cena de prensa del Inner Circle de Nueva York, un evento anual en el que los políticos neoyorquinos y el cuerpo de prensa presentan sketches, ridiculizándose y burlándose entre ellos, cuyos ingresos van a obras de caridad. Giuliani estaba en el escenario con un atuendo disco masculino parodiando a John Travolta en Fiebre de sábado por la noche, pero también apareció como drag en videoclips grabados que repitieron el tema "Rudy/Rudia" de una cena Inner Circle anterior, así como en un intercambio con Joan Rivers que pretendía burlarse de Clinton. Las parodias de otros artistas se burlaban de los dichos de Clinton sobre los Yankees y de la infidelidad de su marido.

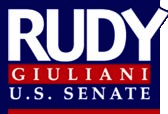
Logo de la campaña al Senado de 2000 de Rudy Giuliani.

El fatal tiroteo a Patrick Dorismond por parte del Departamento de Policía de Nueva York el 15 de marzo de 2000, encendió las ya tensas relaciones de Giuliani con las comunidades minoritarias de la ciudad, y Clinton lo aprovechó como un tema importante de campaña. En abril, informes mostraban que Clinton estaba ganando terreno en el norte del estado, y superando en general a Giuliani, quien afirmó que sus deberes como alcalde le impedían hacer más campaña. Dio prioridad a los deberes de la ciudad por sobre las actividades de campaña. Algunos asistentes de Giuliani y figuras republicanas a nivel nacional llegaron a la conclusión de que su interés en la campaña estaba decayendo, ya que, aunque deseaba ganar en un combate político contra un Clinton, era por naturaleza una personalidad ejecutiva y la perspectiva de servir como uno de cien legisladores era poco atractiva para él.
Para ese momento, Clinton estaba 8 a 10 puntos por delante de Giuliani en las encuestas. Retrospectivamente, The New York Times escribiría que la batalla hasta entonces entre los dos había comprendido "un año intenso de astucia mental, ataques punzantes, contrastes en personalidades y posiciones, y metidas de pata cometidas por dos figuras políticas de gran tamaño en una atmósfera sobrecalentada".

## Unas cuatro semanas tumultuosas
El matrimonio de Giuliani con su esposa, la periodista de televisión y actriz Donna Hanover, había sido distante desde 1996, y los dos rara vez eran vistos juntos en público. No había habido ningún anuncio formal de cambio alguno en su relación, aunque Hanover había indicado que ella y sus hijos no se mudarían a Washington si Giuliani ganaba la elección. A partir de octubre de 1999, se vio a una nueva mujer en las actividades ediles. En marzo de 2000, Giuliani había dejado de usar su anillo de bodas y se lo veía más en compañía de esta otra mujer, incluso en la cena de prensa del Inner Circle, el desfile del Día de San Patricio y las reuniones del ayuntamiento, pero aún no estaba del todo claro si la relación era personal o profesional. Si bien esta mujer se había convertido en un tema frecuente de conversación dentro de los círculos políticos de Nueva York, no había sido mencionada en la prensa.
El 20 de abril, Hanover anunció que pronto asumiría el papel principal en la controvertida obra de Eve Ensler, Los monólogos de la vagina. Los observadores políticos especularon que Hanover estaba participando en parte de un acto político contra su esposo, ya que Ensler era amiga y partidaria de Hillary Clinton y el papel no iría bien con los conservadores sociales dentro del Partido Republicano. Giuliani se negó a decir si asistiría a una de sus actuaciones. El 22 de abril, el New York Post obtuvo fotografías de Giuliani paseando abiertamente por una calle de Manhattan con la otra mujer después de salir de un restaurante, pero no tenían más que solo su primer nombre identificado; el Post tardó con la historia, pero estaba claro que la relación era personal.
El 26 de abril, el canal de televisión NY1 informó que Giuliani se había sometido a una segunda ronda de pruebas de cáncer de próstata en el Centro Médico Mount Sinai, la misma enfermedad que había provocado la muerte de su padre.  El 28 de abril, Giuliani celebró una conferencia de prensa para anunciar que, de hecho, tenía cáncer de próstata, pero que se encontraba en una etapa inicial. Él no estaba seguro de a cuál de los varios tipos de tratamiento podría someterse, y esa decisión afectaría si podía permanecer o no en la contienda por el Senado. Hanover no estuvo presente en la conferencia, pero emitió una nota diciendo que ella lo apoyaría en su proceso de decisión.

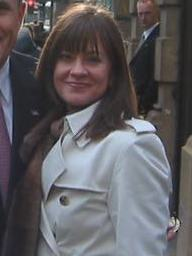
Judith Nathan, ya como la tercera esposa de Giuliani, en 2003.

Mientras Giuliani reflexionaba sobre sus opciones médicas, el 1 de mayo, Hanover anunció que posponía su aparición en Los monólogos de la vagina debido a "circunstancias familiares personales". El 2 de mayo, el New York Daily News publicó un breve artículo sobre la otra mujer de Giuliani, sin nombre ni descripción. El 3 de mayo, el New York Post finalmente publicó sus fotografías de Giuliani y la mujer, ahora identificada como Judith Nathan, saliendo juntos de un restaurante, bajo el siguiente titular en la portada: "La misteriosa amiga del brunch de Rudy es una divorciada del Upper East Side". (Algunos observadores sintieron que Giuliani, conocido por su habilidad para manipular a los medios de Nueva York, había estado ansioso por divulgar las noticias de la relación.) Más tarde ese día, Giuliani respondió a una serie de preguntas sobre el tema en una conferencia de prensa reconociendo públicamente a Judith Nathan por primera vez, llamándola "una muy buena amiga" y expresando su molestia porque su privacidad estaba siendo invadida. Los días siguientes estuvieron llenos de cobertura mediática de Nueva York sobre los antecedentes de Nathan y sobre la relación. El 6 de mayo, Hanover celebró una conferencia de prensa en una ubicación inusual en la parte trasera de la catedral de San Patricio antes del funeral del cardenal John O'Connor; temblando visiblemente, dijo: "Apoyaré a Rudy en su lucha contra su enfermedad, ya que este matrimonio y este hombre han sido muy valiosos para mí". Al día siguiente, la mitad de la prensa trató de vigilar las ubicaciones conocidas de Nathan mientras el resto molestaba a sus parientes en su ciudad natal, Hazleton, Pensilvania; Giuliani se veía débil en una aparición pública.
El 10 de mayo, Giuliani celebró lo que The New York Times describió como una "conferencia de prensa extraordinaria y emotiva" en Bryant Park para anunciar que se estaba separando de Hanover, diciendo: "Esto es muy, muy doloroso. Durante bastante tiempo probablemente ha sido evidente que Donna y yo llevamos vidas independientes y separadas de muchas maneras". Respecto a Nathan, Giuliani dijo "Voy a necesitarla ahora más que quizás antes", haciendo referencia a la batalla contra el cáncer y su trayectoria en enfermería. Con respecto a la carrera por el Senado, nuevamente no se comprometió con una decisión, diciendo: "Realmente no me importa la política en este momento. Estoy pensando en mi familia, las personas que amo y lo que se puede hacer, que sea honesto y veraz, que los proteja mejor. No estoy pensando en política. La política viene al menos en segundo lugar, tal vez tercero, tal vez cuarto, en algún otro lugar. Todo se resolverá de alguna manera políticamente." Giuliani, sin embargo, omitió informarle a Hanover antes de su anuncio; su reacción fue descrita como angustiada. Tres horas después, celebró su propia conferencia de prensa en Gracie Mansion, donde dijo: "El giro de los acontecimientos de hoy me causa una gran tristeza. Tenía la esperanza de mantener este matrimonio unido. Durante varios años, fue difícil participar en la vida pública de Rudy. debido a su relación con una miembro de su personal". En esto, se refería a Cristyne Lategano, la ex directora de comunicaciones de Giuliani; Vanity Fair había informado en 1997 que Lategano y Giuliani estaban teniendo una aventura, la cual ambos negaron. Hanover continuó: "A partir del pasado mes de mayo, hice un gran esfuerzo para volver a estar juntos. Rudy y yo restablecimos parte de nuestra intimidad personal durante el otoño. En ese momento, eligió otro camino".
Los líderes republicanos estatales, que hasta ahora habían evitado hablar de reemplazos para Giuliani en caso de que no se postulara, prestaban ahora más atención al asunto, con la convención estatal del partido celebrándose el 30 de mayo. Los ex posibles contendientes Rick Lazio y Pete King inmediatamente indicaron que estaban disponibles; otros nombres mencionados incluyeron al financiero de Wall Street Theodore J. Forstmann y al gobernador Pataki, aunque este último no mostró interés. Giuliani continuó reflexionando sobre su decisión en la carrera para el Senado; cuando cenó con Nathan el 12 de mayo, una bandada de fotógrafos los siguió. Giuliani canceló actividades de campaña y viajes de recaudación de fondos al norte del estado de Nueva York y California el 13 de mayo, sugiriendo que no se postularía, pero luego reanudó su recaudación de fondos y sugirió que estaba inclinado a postularse el 15 de mayo. Dos presidentes de condados republicanos se enojaron por la indecisión, diciendo: "Así como Esperando a Godot, ahora tenemos Esperando a Rudy", y "Necesitamos una decisión. Si es mañana sería bueno. Porque esto se está volviendo ridículo". Un republicano importante del estado dijo: "Parece que le gusta la atención. Parece estar pasando por una especie de catarsis en público. Y nosotros somos como psiquiatras viéndolo. No puedo entenderlo. No creo que nadie pueda". Clinton, mientras tanto, dijo lo menos posible sobre la situación, prefiriendo dejar que el drama de Giuliani se desarrolle por sí solo. El 17 de mayo, mientras él se reunía con sus médicos para deliberar sobre elegir entre la cirugía o la radiación como tratamiento mientras enfrentaba consejos políticos contradictorios de sus ayudantes, ella ganaba la aprobación unánime de los delegados a la convención estatal del Partido Demócrata en el Pepsi Arena en Albany, brindando un limitado discurso de aceptación porque no conocía a su oponente en las elecciones generales.
Finalmente, el 19 de mayo, Giuliani celebró lo que The New York Times describió nuevamente como "una conferencia de prensa emocionante y cautivadora" que "alcanzó un nuevo nivel de introspección" para anunciar que abandonaba la carrera por el Senado: "Este no es el momento adecuado para presentarme a un cargo. Si hubiera ocurrido hace seis meses o dentro de un año o el momento fuera un poco distinto, tal vez sería diferente. Pero no es diferente y la vida es así". Añadió: "Solía pensar que mi esencia estaba en la política, probablemente. No lo está. Cuando sientes tu mortalidad y tu humanidad te das cuenta de que, en primer lugar, tu esencia es ser capaz de poder cuidar de tu salud". Dijo que, en cambio, dedicaría el resto de su alcaldía a tratar de superar las relaciones hostiles que tenía con muchos de los grupos minoritarios de la ciudad.

## Un cambio de republicanos: Lazio

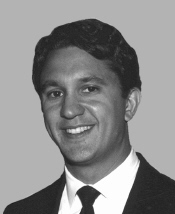
Después de que Giuliani se retiró en mayo del 2000, el congresista de Long Island Rick Lazio tomó su lugar.

Si bien dos anteriores candidatos republicanos y congresistas de Long Island, Rick Lazio y Pete King, habían indicado su interés en reemplazar a Giuliani, tras la retirada de Giuliani el partido estatal rápidamente se alineó con Lazio, que tenía más fondos de campaña y que era visto como un candidato potencialmente fuerte. En particular, el gobernador Pataki, que nunca mostró mucha estima por Giuliani para empezar, se mostró firmemente a favor de Lazio y lo elogió como un "retador nuevo y sin trabas" para Clinton. Esto también provocó un reacomodo en las alineaciones de los terceros partidos para las votaciones, sistema único en Nueva York: el Partido Liberal de Nueva York, que anteriormente estaba preparado para llevar a Giuliani (a quien habían apoyado en sus tres elecciones a la alcaldía), ahora cambió a Clinton, mientras que el Partido Conservador de Nueva York, que anteriormente se había mostrado reacio a respaldar al socialmente liberal Giuliani (y estaba dispuesto a nominar al ex congresista de Westchester Joe DioGuardi) se alineó detrás de Lazio. Lazio aceptó la aprobación unánime de los delegados a la convención estatal del Partido Republicano en el salón de un hotel en Buffalo el 30 de mayo.
Clinton se enfrentaba ahora a un candidato menos conocido en Lazio. Aunque era relativamente moderado entre los republicanos de la Cámara de Representantes, Lazio había apoyado con frecuencia al expresidente de la Cámara de Representantes Newt Gingrich, una figura ampliamente despreciada entre muchos neoyorquinos. Lazio trajo a la mesa un trasfondo étnico suburbano familiar para muchos neoyorquinos, y tenía una reputación como alguien enérgico en campaña.
Una formalidad que quedaba eran las elecciones primarias de finales de temporada de Nueva York el 12 de septiembre, que en este caso simplemente sirvieron para ratificar las elecciones de las convenciones estatales del partido. Lazio ganó sin oposición, mientras que Clinton ganó el 82% de los votos al derrotar fácilmente al médico desconocido de Manhattan Mark McMahon, quien se postuló con el argumento de que "los Clinton han tratado de secuestrar al Partido Demócrata". Por su parte, Clinton dijo que estaba "sorprendida, en cierto modo [de ver su nombre en la cabina de votación]. Me quedé allí un minuto, mirando mi nombre". En cualquier caso, las elecciones generales ya estaban muy avanzadas.

## Primarias demócratas
| Resultados de las primarias demócratas al Senado por Nueva York de 2000 | Resultados de las primarias demócratas al Senado por Nueva York de 2000 | Resultados de las primarias demócratas al Senado por Nueva York de 2000 | Resultados de las primarias demócratas al Senado por Nueva York de 2000 | Resultados de las primarias demócratas al Senado por Nueva York de 2000 |
| Partido                                                                 | Partido                                                                 | Candidato/a                                                             | Votos                                                                   | %                                                                       |
| ----------------------------------------------------------------------- | ----------------------------------------------------------------------- | ----------------------------------------------------------------------- | ----------------------------------------------------------------------- | ----------------------------------------------------------------------- |
|                                                                         | Demócrata                                                               | Hillary Clinton                                                         | 565,353                                                                 | 82%                                                                     |
|                                                                         | Demócrata                                                               | Mark McMahon                                                            | 124,315                                                                 | 18%                                                                     |

## Primarias republicanas

### Encuestas
| Fuente     | Fecha               | Rudolph Giuliani | Rick Lazio | Peter King | George Pataki |
| ---------- | ------------------- | ---------------- | ---------- | ---------- | ------------- |
| Quinnipiac | 24 de mayo de 1999  | 36%              | 8%         | -          | 45%           |
| Quinnipiac | 30 de junio de 1999 | 67%              | 6%         | 9%         | -             |

## Elección general

### Encuestas
| Fuente              | Fecha de publicación     | Hillary Rodham Clinton (D) | Rick Lazio (R) |
| ------------------- | ------------------------ | -------------------------- | -------------- |
| Quinnipiac          | 23 de marzo de 1999      | 56%                        | 23%            |
| Quinnipiac          | 24 de mayo de 1999       | 52%                        | 30%            |
| Quinnipiac          | 30 de junio de 1999      | 50%                        | 34%            |
| Quinnipiac          | 29 de julio de 1999      | 50%                        | 32%            |
| Quinnipiac          | 16 de mayo de 2000       | 50%                        | 31%            |
| Quinnipiac          | 7 de junio de 2000       | 44%                        | 44%            |
| Quinnipiac          | 12 de julio de 2000      | 45%                        | 45%            |
| Zogby International | 29 de julio de 2000      | 42%                        | 50%            |
| Quinnipiac          | 9 de agosto de 2000      | 46%                        | 43%            |
| Quinnipiac          | 12 de septiembre de 2000 | 49%                        | 44%            |
| Quinnipiac          | 27 de septiembre de 2000 | 50%                        | 43%            |
| Quinnipiac          | 6 de octubre de 2000     | 50%                        | 43%            |
| Quinnipiac          | 18 de octubre de 2000    | 50%                        | 43%            |
| Quinnipiac          | 31 de octubre de 2000    | 47%                        | 44%            |
| Quinnipiac          | 6 de noviembre de 2000   | 51%                        | 39%            |

#### Encuestas hipotéticas
Clinton vs. Giuliani
| Fuente     | Fecha                    | Hillary Rodham Clinton (D) | Rudy Giuliani (R) | Joseph DioGuardi (C) |
| ---------- | ------------------------ | -------------------------- | ----------------- | -------------------- |
| Quinnipiac | 3 de febrero de 1999     | 51%                        | 42%               | –                    |
| Quinnipiac | 23 de febrero de 1999    | 54%                        | 36%               | –                    |
| Quinnipiac | 23 de marzo de 1999      | 50%                        | 39%               | –                    |
| Quinnipiac | 15 de abril de 1999      | 47%                        | 42%               | –                    |
| Quinnipiac | 22 de abril de 1999      | 49%                        | 41%               | –                    |
| Quinnipiac | 24 de mayo de 1999       | 52%                        | 30%               | –                    |
| Quinnipiac | 30 de junio de 1999      | 50%                        | 34%               | –                    |
| Quinnipiac | 29 de julio de 1999      | 50%                        | 32%               | –                    |
| Quinnipiac | 16 de septiembre de 1999 | 50%                        | 31%               | –                    |
| Quinnipiac | 5 de octubre de 1999     | 43%                        | 46%               | –                    |
| Quinnipiac | 10 de noviembre de 1999  | 42%                        | 47%               | –                    |
| Quinnipiac | 16 de diciembre de 1999  | 42%                        | 46%               | –                    |
| Quinnipiac | 20 de enero de 2000      | 42%                        | 46%               | –                    |
| Quinnipiac | 6 de febrero de 2000     | 42%                        | 45%               | –                    |
| Quinnipiac | 2 de marzo de 2000       | 41%                        | 48%               | –                    |
| Quinnipiac | 5 de abril de 2000       | 46%                        | 43%               | –                    |
| Quinnipiac | 1 de mayo de 2000        | 46%                        | 44%               | –                    |
| Quinnipiac | 16 de mayo de 2000       | 42%                        | 41%               | 5%                   |

Clinton vs. D'Amato
| Fuente     | Fecha                 | Hillary Rodham Clinton (D) | Alfonse D'Amato (R) |
| ---------- | --------------------- | -------------------------- | ------------------- |
| Quinnipiac | 23 de febrero de 1999 | 60%                        | 30%                 |
| Quinnipiac | 23 de marzo de 1999   | 56%                        | 34%                 |
| Quinnipiac | 15 de abril de 1999   | 54%                        | 34%                 |
| Quinnipiac | 22 de abril de 1999   | 55%                        | 36%                 |

Clinton vs. Pataki
| Fuente     | Fecha              | Hillary Rodham Clinton (D) | George Pataki (R) |
| ---------- | ------------------ | -------------------------- | ----------------- |
| Quinnipiac | 24 de mayo de 1999 | 47%                        | 45%               |
| Quinnipiac | 16 de mayo de 2000 | 41%                        | 46%               |

Clinton vs. King
| Fuente     | Fecha               | Hillary Rodham Clinton (D) | Peter King (R) |
| ---------- | ------------------- | -------------------------- | -------------- |
| Quinnipiac | 30 de junio de 1999 | 51%                        | 31%            |
| Quinnipiac | 29 de julio de 1999 | 50%                        | 30%            |

Lowey vs. Giuliani
| Fuente     | Fecha               | Nita Lowey (D) | Rudolph Giuliani (R) |
| ---------- | ------------------- | -------------- | -------------------- |
| Quinnipiac | 23 de marzo de 1999 | 30%            | 48%                  |

Lowey vs. D'Amato
| Fuente     | Fecha               | Nita Lowey (D) | Alfonse D'Amato (R) |
| ---------- | ------------------- | -------------- | ------------------- |
| Quinnipiac | 23 de marzo de 1999 | 39%            | 39%                 |

Lowey vs. Lazio
| Fuente     | Fecha               | Nita Lowey (D) | Rick Lazio (R) |
| ---------- | ------------------- | -------------- | -------------- |
| Quinnipiac | 23 de marzo de 1999 | 33%            | 20%            |

### Campaña
El concurso atrajo una considerable atención nacional y ambos candidatos estaban bien financiados. Al final de la carrera, la demócrata Clinton y los republicanos Lazio y Giuliani habían gastado 90 millones de dólares en total, la mayor cantidad en cualquier carrera al Senado de los Estados Unidos en la historia. Lazio gastó más que Clinton con $40 millones frente a $29 millones, y Clinton también recibió varios millones de dólares en dinero blando de organizaciones demócratas. Entre los círculos de los antagonistas de Clinton, surgieron grupos de recaudación de fondos por correo directo, como el Comité de Emergencia para Detener a Hillary Rodham Clinton, enviando solicitudes de dinero por el tema del "oportunismo".

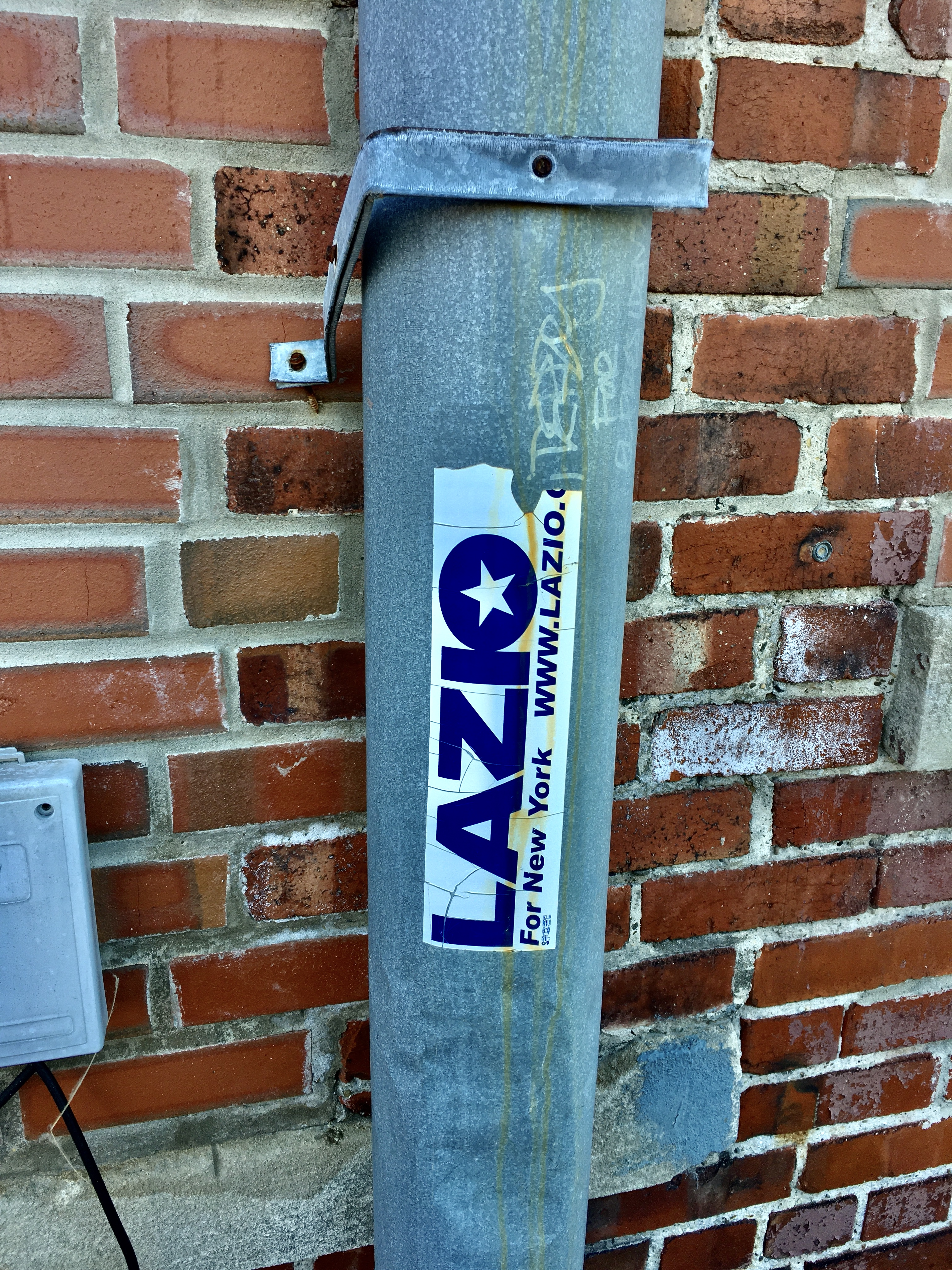
Logo de la campaña al Senado de 2000 de Rick Lazio.

Clinton se aseguró una amplia base de apoyo, incluido el respaldo de grupos conservacionistas y trabajadores organizados,  pero notablemente sin el sindicato de la policía de la ciudad de Nueva York, que respaldaba a Lazio, mientras que los bomberos apoyaban a Hillary. Si bien Clinton tenía una base sólida de apoyo en la ciudad de Nueva York, los candidatos y observadores esperaban que la carrera se decidiera en el norte del estado de Nueva York, donde vivía el 45% de los votantes del estado. Durante la campaña, Clinton se comprometió mejorar el panorama económico en el norte del estado de Nueva York, prometiendo que su plan generaría 200.000 empleos en Nueva York en seis años. Su plan incluía créditos fiscales específicos con el fin de recompensar la creación de empleo y fomentar la inversión empresarial, especialmente en el sector de alta tecnología. Ella pidió recortes de impuestos personales específicos para la matrícula universitaria y la atención médica a largo plazo. Lazio enfrentó un problema táctico particular haciendo campaña en el norte del estado. El problema principal allí era la economía local persistentemente débil, aspecto que Lazio esperaba vincular con el gobierno del marido de su oponente. Sin embargo, los ataques contra la situación de la economía del norte del estado se interpretaron con frecuencia como críticas al gobernador republicano en funciones, George Pataki, limitando el efecto de esta línea de ataque.
En julio de 2000, el lanzamiento del libro State of a Union: Inside the Complex Marriage of Bill and Hillary Clinton por el autor Jerry Oppenheimer dio lugar a informes de que Clinton había llamado a alguien "maldito judío bastardo" en 1974. El informe, que recibió cobertura de los medios internacionales, "sacudió" la campaña de Clinton, y The Daily Telegraph describió que la campaña "montó un frenético ejercicio de limitación de daños después de que se filtraron los detalles del supuesto incidente". Según los informes, Clinton había gritado el insulto a Paul Fray, quien dirigió la infructuosa campaña al Congreso de Bill Clinton en 1974. Fray, su esposa y otro miembro del personal de campaña declararon que habían escuchado el arrebato de Clinton, mientras que ambos Clinton negaron rotundamente que ella hubiera hecho referencia a la herencia de Fray (si bien Oppenheimer escribió que el padre de Fray era judío, Fray en realidad era un bautista sureño cuyo antepasado judío más cercano era una bisabuela paterna). Bill Clinton admitió que Hillary simplemente podría haber llamado a Fray un "bastardo".  En entrevistas con los medios, Fray y su esposa reconocieron varios factores que tendían a socavar su credibilidad: había perdido su licencia para ejercer la abogacía por alterar registros judiciales; había hecho acusaciones falsas contra los Clinton en el pasado; y había sufrido una hemorragia cerebral con algunas pérdidas de memoria resultantes.
Los adversarios continuaron haciendo del tema del aventurerismo un punto focal durante la carrera y durante los debates. Los programas radiales insistían en esto, con Sean Hannity, radicado en Nueva York, lanzando un mantra diario: "¡Díganme tres cosas que Hillary Clinton haya hecho por la gente de Nueva York!". Los partidarios de Clinton señalaron que el estado era receptivo con líderes nacionales, como Robert F. Kennedy, quien fue elegido para el Senado en 1964 a pesar de acusaciones similares. Al final, según las encuestas a boca de urna realizadas en la contienda, la mayoría de los votantes descartó el tema del aventurerismo por no tener importancia.
Durante la campaña, el fiscal independiente Robert Ray presentó sus informes finales sobre las investigaciones a la Casa Blanca de larga data sobre los temas "Whitewater", "Travelgate", y "Filegate", cada uno de los cuales incluyó investigaciones específicas de las acciones de Hillary Clinton. Los informes la exculparon en el asunto de los expedientes, dijeron que no había pruebas suficientes sobre su papel en Whitewater, y sostuvieron que, si bien había realizado declaraciones fácticamente falsas sobre los despidos de la Oficina de Viajes, no había pruebas suficientes para procesarla. Aunque The New York Times editorializó que la publicación de los informes parecía posiblemente programada para coincidir con la elección del Senado, en la práctica, no se consideró que los hallazgos influyeran en las opiniones de muchos votantes.
Un debate del 13 de septiembre de 2000 entre Lazio y Clinton resultó importante. Lazio se encontraba en pie de guerra contra el "dinero blando" y las cantidades del mismo provenientes del Comité Nacional Demócrata en la campaña de Clinton, y desafió a Clinton a que aceptara prohibir el dinero blando en ambas campañas. Dejó su podio y agitó su propuesta de acuerdo en papel en la cara de Clinton; muchos espectadores del debate pensaron que él había invadido su espacio personal y, como resultado, el apoyo de Clinton entre las mujeres votantes se solidificó.
Al final de la campaña, Lazio criticó a Clinton por aceptar donaciones de campaña de varios grupos árabes a raíz del atentado contra el USS Cole. La campaña de Lazio orquestó una ola de llamadas telefónicas a los votantes utilizando este ataque. Este tema provocó que el exalcalde de Nueva York, Ed Koch, publicara anuncios en televisión donde le decía a Lazio que "dejara ya la sordidez", y no cambió la dinámica de la contienda. Algunos de los estrategas de campaña de Lazio dirían más tarde que el ataque basado en el episodio Cole les había rebotado y se había convertido en el mayor error de la campaña.

### Resultados

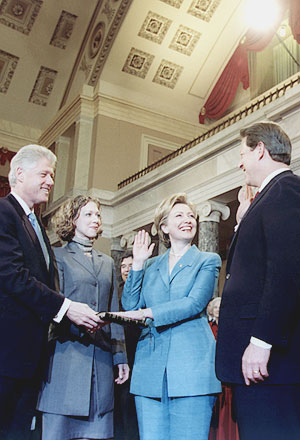
Habiendo ganado la elección, Hillary Rodham Clinton juramentó como la senadora júnior de Nueva York. 3 de enero de 2001.

| Elecciones al Senado de los Estados Unidos por Nueva York, 2000 | Elecciones al Senado de los Estados Unidos por Nueva York, 2000 | Elecciones al Senado de los Estados Unidos por Nueva York, 2000 | Elecciones al Senado de los Estados Unidos por Nueva York, 2000 | Elecciones al Senado de los Estados Unidos por Nueva York, 2000 | Elecciones al Senado de los Estados Unidos por Nueva York, 2000 |
| Partido                                                         | Partido                                                         | Candidato/a                                                     | Votos                                                           | %                                                               | ±%                                                              |
| --------------------------------------------------------------- | --------------------------------------------------------------- | --------------------------------------------------------------- | --------------------------------------------------------------- | --------------------------------------------------------------- | --------------------------------------------------------------- |
|                                                                 | Demócrata                                                       | Hillary Clinton                                                 | 3,562,415                                                       |                                                                 |                                                                 |
|                                                                 | Familias Trabajadoras                                           | Hillary Clinton                                                 | 102,094                                                         |                                                                 |                                                                 |
|                                                                 | Liberal                                                         | Hillary Clinton                                                 | 82,801                                                          |                                                                 |                                                                 |
|                                                                 | total                                                           | Hillary Clinton                                                 | 3,747,310                                                       | 55.27                                                           | +0.02                                                           |
|                                                                 | Republicano                                                     | Rick Lazio                                                      | 2,724,589                                                       |                                                                 |                                                                 |
|                                                                 | Conservador                                                     | Rick Lazio                                                      | 191,141                                                         |                                                                 |                                                                 |
|                                                                 | total                                                           | Rick Lazio                                                      | 2,915,730                                                       | 43.01                                                           | +1.5                                                            |
|                                                                 | Independencia                                                   | Jeffrey Graham                                                  | 43,181                                                          | 0.64                                                            | -0.08                                                           |
|                                                                 | Verde                                                           | Mark Dunau                                                      | 40,991                                                          | 0.60                                                            |                                                                 |
|                                                                 | Derecho a la vida                                               | John Adefope                                                    | 21,439                                                          | 0.32                                                            | -1.68                                                           |
|                                                                 | Libertario                                                      | John Clifton                                                    | 4,734                                                           | 0.07                                                            | -0.31                                                           |
|                                                                 | De la Constitución                                              | Louis Wein                                                      | 3,414                                                           | 0.05                                                            |                                                                 |
|                                                                 | Socialista Obrero                                               | Jacob Perasso                                                   | 3,040                                                           | 0.04                                                            | -0.27                                                           |
|                                                                 | En blanco/dispersos                                             |                                                                 | 179,823                                                         |                                                                 |                                                                 |
| Margen de victoria                                              | Margen de victoria                                              | Margen de victoria                                              | 831,580                                                         | 12.27%                                                          |                                                                 |
| Participación                                                   | Participación                                                   | Participación                                                   | 6,779,839                                                       |                                                                 |                                                                 |
|                                                                 | Control demócrata                                               | Control demócrata                                               | Variación                                                       | 0.02%                                                           |                                                                 |

Por la ley estatal de Nueva York, Clinton y Lazio los totales incluyen sus votos de las líneas de partidos menores: Partido Liberal de Nueva York y Partido de Familias Trabajadoras para Clinton, Partido Conservador para Lazio.

### Análisis

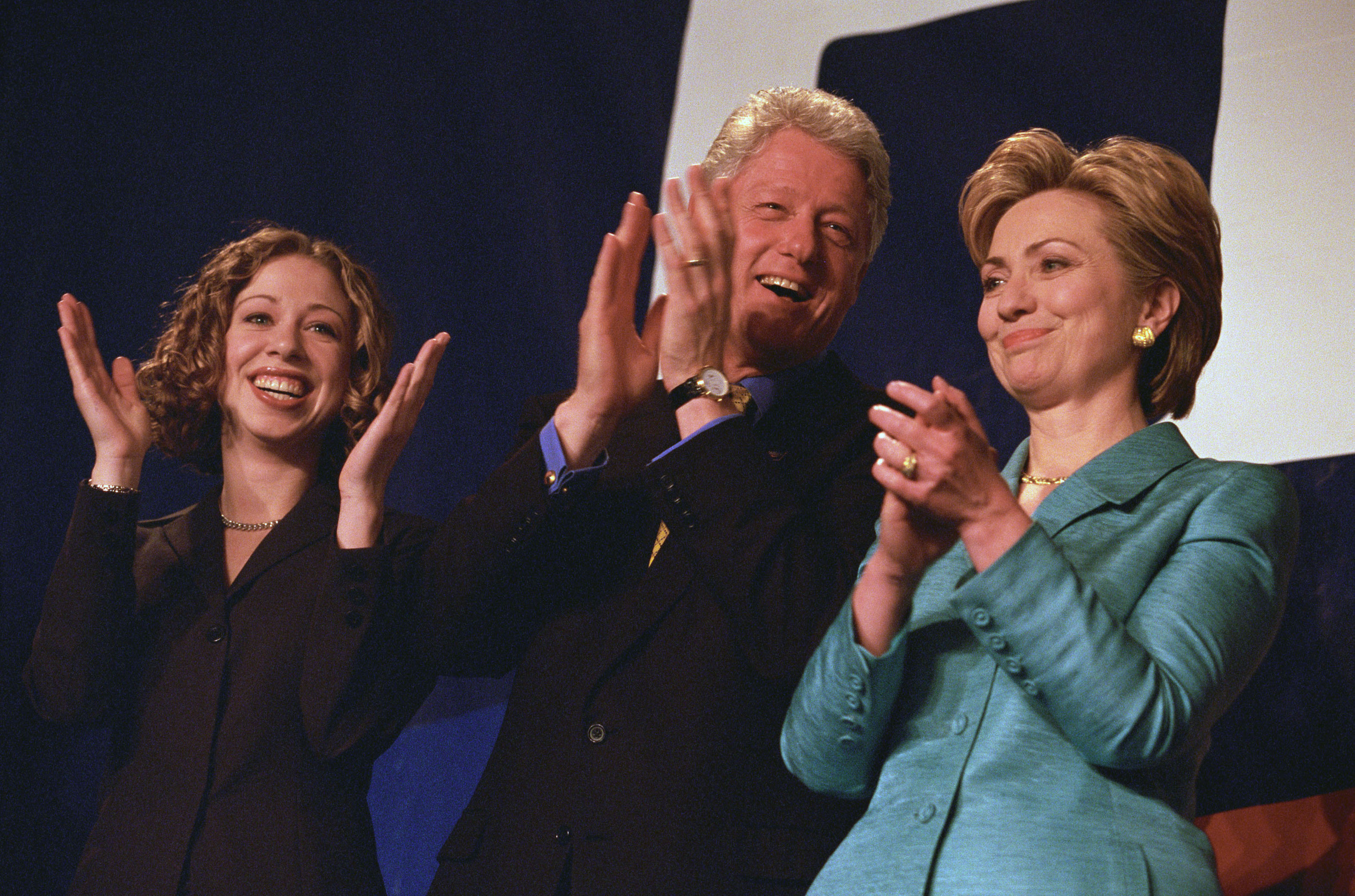
La familia Clinton celebra la victoria de Hillary Rodham Clinton, senadora electa por Nueva York, la noche del 7 de noviembre de 2000.

Clinton ganó las elecciones el 7 de noviembre con el 55% de los votos frente al 43% de Lazio, una diferencia mayor de lo que la mayoría de los observadores habían esperado. Clinton ganó la base tradicionalmente demócrata de la ciudad de Nueva York por amplios márgenes y ganó el condado suburbano de Westchester, pero perdió la densamente poblada Long Island, parte de la cual Lazio representó en el Congreso. Ganó 13 de 61 condados, con victorias sorprendentes en los condados del norte del estado, como Cayuga, Rensselaer y Niagara. En general, perdió el norte ante Lazio por solo 3 puntos porcentuales, a lo que se ha atribuido su victoria.
En comparación con otros resultados, este margen de 12 puntos porcentuales en las elecciones generales fue menor que el margen de 25 puntos de Gore sobre Bush en la contienda presidencial estatal, fue ligeramente mayor que el margen de 10 puntos por el cual el también senador de Nueva York Charles Schumer derrotó al republicano en ejercicio Al D'Amato en la muy disputada carrera de 1998, pero fue considerablemente menor que el margen de 47 puntos por el cual el senador Schumer ganó la reelección en la carrera de 2004 contra el poco conocido retador republicano Howard Mills. La victoria de un demócrata en las elecciones al Senado no estaba asegurada, pues en las últimas décadas los republicanos habían ganado cerca de la mitad de las elecciones para gobernador y senador.
La candidatura de Lazio se vio obstaculizada por el débil desempeño de George W. Bush en Nueva York en las elecciones de 2000, pero también estaba claro que Hillary Clinton había hecho avances sustanciales en el norte del estado de Nueva York antes de la entrada de Lazio en la contienda. Las encuestas a boca de urna también mostraron una gran brecha de género con Clinton ganando terreno más fuerte de lo esperado entre mujeres moderadas y mujeres no afiliadas.

## Acusaciones post-elecciones

### Indultos jasídicos
En enero de 2001, dos meses después de la elección de Hillary Rodham Clinton al Senado, el presidente Clinton indultó a cuatro residentes del enclave jasídico de New Square en el condado de Rockland, Nueva York, que habían sido declarados culpables de defraudar al gobierno federal por 30 millones de dólares al establecer una escuela religiosa ficticia. New Square había votado casi unánimemente por Hillary Rodham Clinton en la carrera por el Senado de Nueva York. Un abogado que siguió el asunto declaró que incluso si Clinton hubiera prometido presionar a su esposo para obtener el indulto a cambio de los votos de la ciudad, un reclamo sobre el que no había pruebas, sería difícil establecer que se había cometido un delito: "Los políticos hacen promesas todo el tiempo. Eso no es nada nuevo, ni ilegal". Clinton reconoció haber asistido a una reunión postelectoral en la que se discutió el posible indulto para los cuatro, pero dijo que no había participado en la decisión de su esposo.
Una investigación federal iniciada para investigar varios indultos de Clinton, cerró su investigación del asunto de New Square en junio de 2002 al no tomar ninguna medida contra Bill Clinton, Hillary Rodham Clinton o cualquier residente de New Square.

### Recaudación de Hollywood

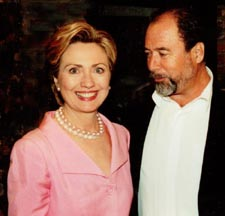
Hillary Clinton con uno de sus principales financistas en 2000, Peter Paul, en la Gala de Despedida de Hollywood al Presidente Clinton.

El exdirector de finanzas de Hillary Clinton, David Rosen, fue acusado el 7 de enero de 2005 por cargos de financiamiento de campaña relacionados con un evento de recaudación de fondos producido por Peter F. Paul. Paul, un narcotraficante convicto que poco después sería condenado por cargos de fraude bursátil después de ser extraditado de Brasil, declaró que gastó $1.2 millones para producir el evento "Hollywood Gala Salute to President William Jefferson Clinton" del 12 de agosto de 2000, que fue a la vez un homenaje en honor al presidente Clinton y una recaudación de fondos para la campaña del Senado de 2000 de la primera dama. La acusación formal del Departamento de Justicia imputó a Rosen con haber presentado informes falsos a la Comisión Federal de Elecciones al informar solo $400,000 en contribuciones. El 27 de mayo de 2005, el jurado absolvió a Rosen de todos los cargos. El 5 de enero de 2006 se informó que el grupo de campaña de Clinton acordó pagar una multa de $35.000 dólares relacionada con el subregistro de los gastos de la recaudación de fondos.
Peter Paul también presentó una demanda civil en este asunto, Paul vs. Clinton. El 10 de abril de 2006, el juez a cargo del caso retiró a Hillary Clinton como imputada, alegando falta de pruebas, pero dejando abierta la posibilidad de que aún pudiera ser llamada a declarar como testigo en el caso. La remoción fue confirmada por la Corte de Apelaciones del Segundo Distrito de California el 16 de octubre de 2007.
Mientras tanto, para el momento de la campaña presidencial de Hillary Clinton en 2008, un video de 13 minutos producido por Paul y que describe sus diversas acusaciones contra Hillary Clinton se había vuelto bastante popular en Internet, obteniendo 1.4 millones de visitas en Google Video y alrededor de 350,000 en YouTube en solo una semana por octubre de 2007.

## Legado

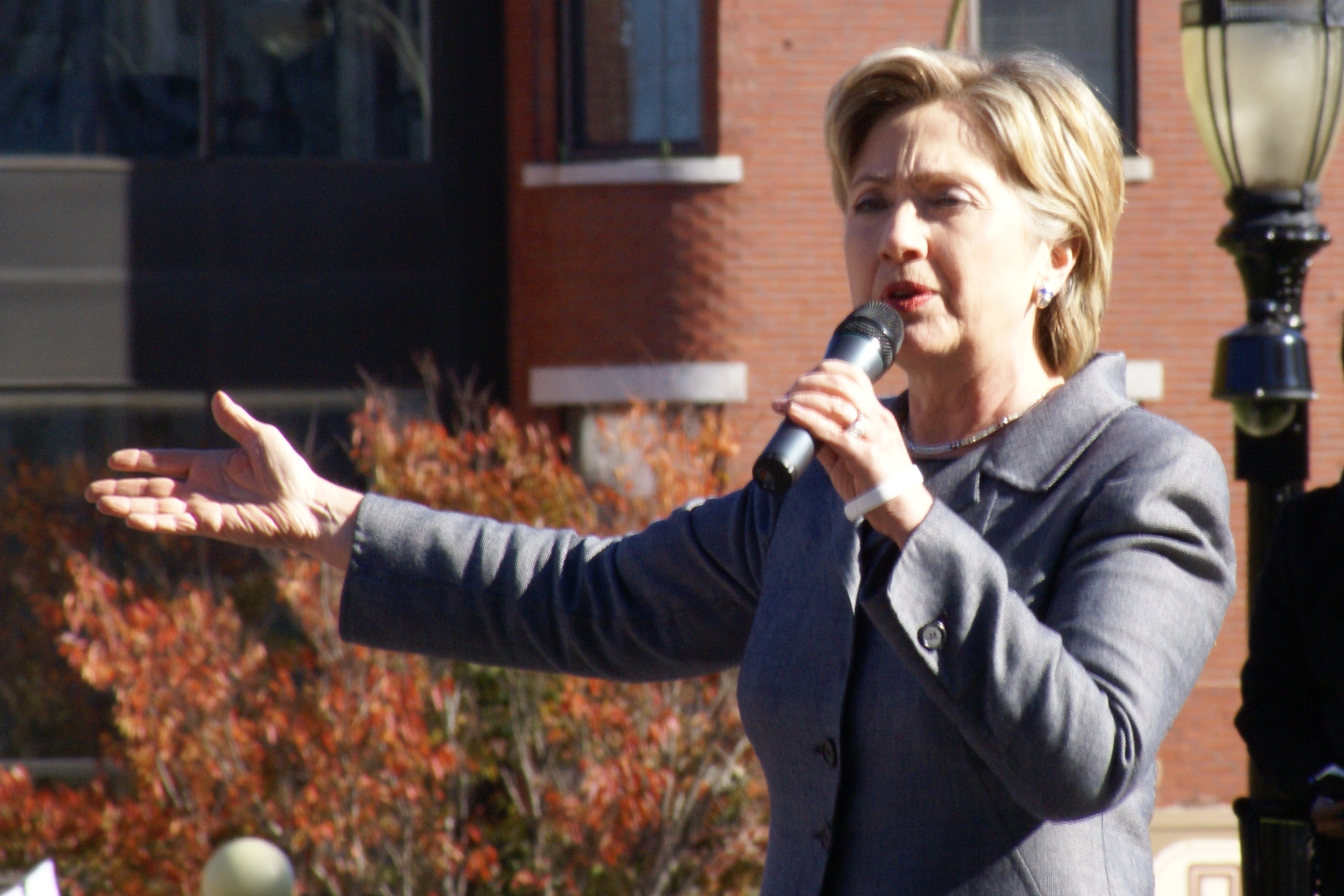
Hillary brindando un discurso, en noviembre de 2007, durante su campaña presidencial.

La victoria de Clinton la establecería como una candidata eficaz y como una fuerza electoral por cuenta propia, capaz de capturar votos republicanos e independientes y superar su imagen polarizadora. Ella ganaría fácilmente la reelección en 2006, y en 2007 comenzó su campaña presidencial para el 2008.
Lazio renunció a su escaño en la Cámara estatal para postularse al Senado. Después de su derrota, que fijó un récord de la mayor cantidad de dinero más gastado en un esfuerzo fallido al Senado, asumió posiciones en el mundo corporativo y evitó la política electoral hasta que se convirtió en candidato en las elecciones para gobernador de Nueva York en 2010. Sin embargo, fue derrotado por un amplio margen en la primarias republicanas.
Giuliani se sometería a un tratamiento para su cáncer y finalmente se recuperaría; también se divorciaría de Donna Hanover y finalmente se casaría con Judith Nathan. Después de su retirada de campaña, su futuro político parecía incierto en el mejor de los casos.  Pero menos de un año después de las elecciones generales del Senado, se produjeron los ataques terroristas del 11 de septiembre de 2001, con Giuliani aún como alcalde. La actuación de Giuliani después del 11 de septiembre le valió muchos elogios y resucitó sus perspectivas políticas. Después de una exitosa temporada en el sector privado, en 2007 también comenzó su campaña presidencial para 2008.

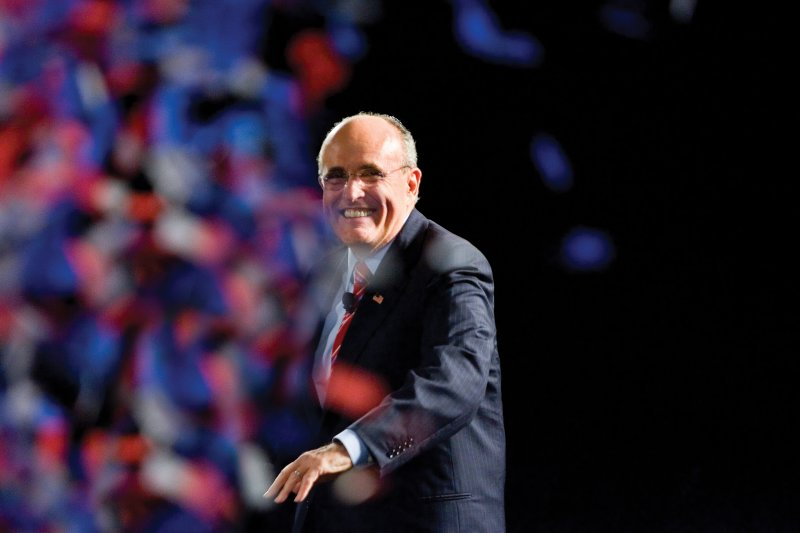
Rudy Giuliani durante un evento de campaña para las elecciones presidenciales de 2008.

A lo largo de gran parte de 2007, Clinton y Giuliani lideraron las encuestas nacionales para las nominaciones respectivas de sus partidos, y los informes de la prensa a menudo miraban en retrospectiva a la "carrera que no fue" del 2000 como un adelanto de lo que podría aguardar a toda la nación en 2008. Dicha extrapolación terminó con el precipitado declive de la campaña de Giuliani y su retirada en enero de 2008. Clinton tampoco logró la nominación de 2008 y, en junio de 2008, terminó en un cercano segundo lugar, detrás del senador de Illinois Barack Obama.
En diciembre de 2008, Lowey tendría otra oportunidad para el escaño en el Senado, cuando el presidente electo Obama nominó a Clinton para Secretaria de Estado de los Estados Unidos y Lowey fue considerada una de los favoritas para ser designada como su reemplazo. Pero Lowey se retiró de la consideración, ya que en años previos había ganado suficiente antigüedad para convertirse en una de los poderosos "cardenales" en el Comité de Asignaciones de la Cámara y no quería renunciar a ese puesto. Cuando Caroline Kennedy anunció su interés en la vacante, se hicieron comparaciones con Clinton en 2000, siendo ambas personajes famosos que buscaban ocupar un cargo electivo por primera vez. Otros señalaron que Clinton había ganado las elecciones para el cargo mientras que Kennedy sería primero nombrada. En cualquier caso, el esfuerzo de Kennedy pronto flaqueó, en parte debido a que no tenía el mismo deseo o voluntad de trabajar para el puesto que había tenido Clinton, y pronto se retiró tan abruptamente como había entrado.
Kirsten Gillibrand recibió el nombramiento y luego la atención se centró en quién se postularía contra ella en las elecciones especiales del Senado de 2010. En noviembre de 2009, Giuliani estaba considerando seriamente postularse a su antes ambicionado escaño en el Senado, pero al mes siguiente anunció que no se postularía ni por ese puesto ni por algún otro en 2010, lo que marcó el final de su carrera política.

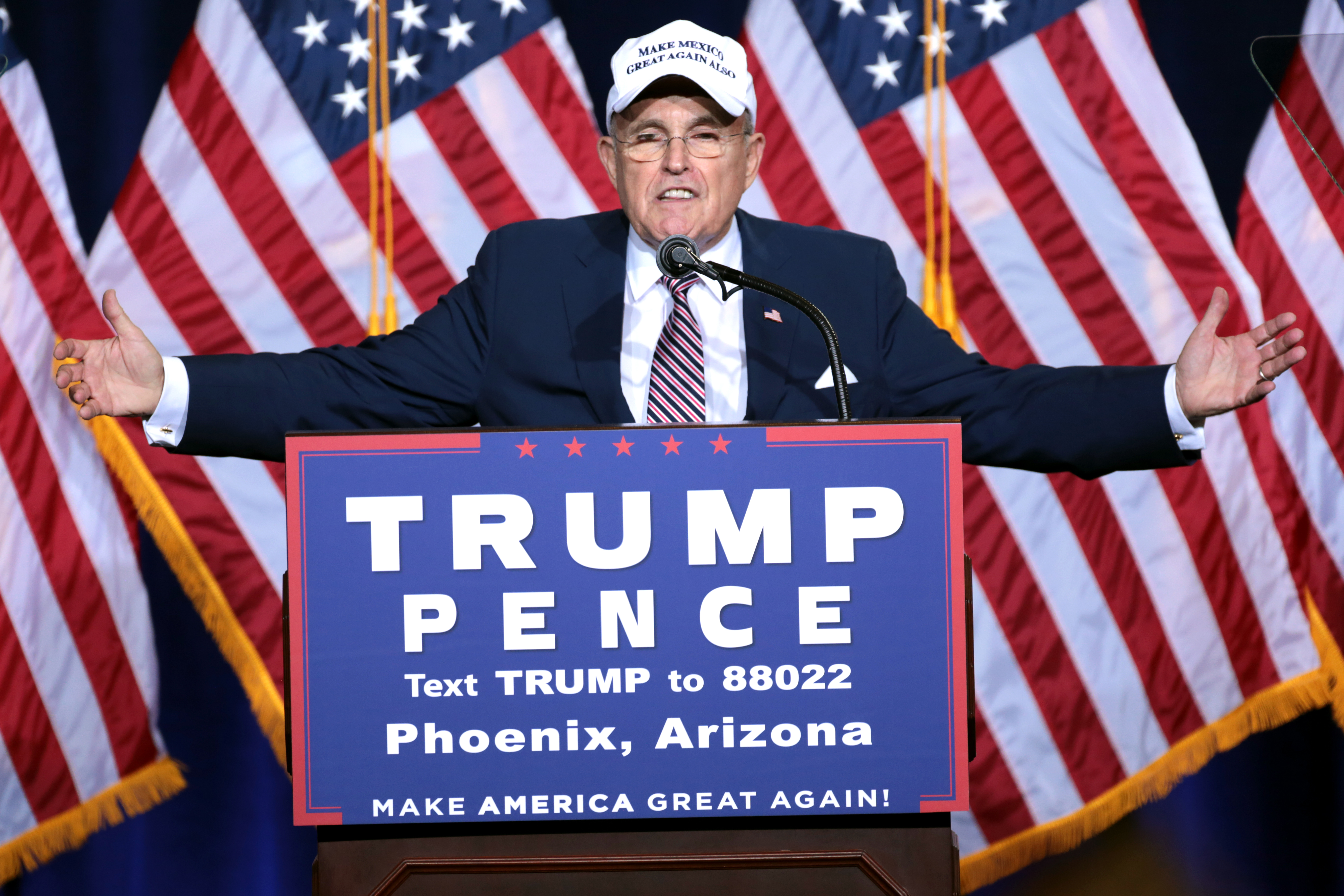
Giuliani hablando en un mitin de Donald Trump durante las elecciones presidenciales de 2016.

Giuliani y Clinton tuvieron otra oportunidad de pelear entre sí durante las elecciones presidenciales estadounidenses de 2016, cuando ella era la candidata demócrata y él era uno de los pocos republicanos de alto perfil que hizo campaña con entusiasmo por el candidato de ese partido, Donald Trump.  Como escribió el Washington Post: "Rudy Giuliani finalmente está en carrera contra Hillary Clinton de la forma que lo contempló por primera vez hace unos 17 años: una pelea brutal bajo unos reflectores candentes".  Sus acciones en nombre de Trump incluyeron no solo ataques feroces contra el historial de Clinton como secretaria de Estado, sino también acusaciones de que ella estaba experimentando problemas importantes de salud. Un portavoz de Clinton respondió señalando que fue Giuliani quien abandonó la carrera senatorial del 2000 en parte por razones de salud, no Clinton. Giuliani dijo que Clinton era "demasiado estúpida para ser presidenta" por haberse quedado casada con su marido tras el escándalo Lewinsky. Clinton le dedicó algunas pullas suaves a Giuliani durante la Cena de la Fundación Memorial Alfred E. Smith en octubre de 2016, a la que Giuliani respondió con un silencio de piedra en lugar de la habitual alegría de acompañamiento. El exalcalde también emitió una acusación falsa contra las declaraciones de Clinton sobre su papel tras los ataques del 11 de septiembre por los que tuvo que disculparse. Y en los días previos a las elecciones, Giuliani insinuó, y luego negó, que tenía conocimiento interno de la reapertura de la investigación del FBI sobre el asunto de los correos electrónicos de Clinton al final de la campaña. Tras la derrota de Clinton, Giuliani fue considerado en la lista final de Trump tanto para el cargo de fiscal general (si era elegido, dijo que estaría dispuesto a procesar a Clinton) como para el puesto anterior de Clinton en el Departamento de Estado, donde posibles conflictos de interés con su consultorías post-alcaldía, roles de asesor y discursos pagados por clientes extranjeros y corporaciones podrían haberlo expuesto a algunas de las mismas acusaciones que había hecho contra Clinton cuando ella ocupó ese cargo. En cualquier caso, no fue seleccionado para ninguno de los dos puestos.
Los ataques continuaron: en marzo de 2018, Giuliani hizo una broma en una recaudación de fondos en el resort de Trump en Mar-a-Lago, cuya premisa era que Clinton estaba casi demasiado gorda como para pasar por las puertas. Se reportó que Judith Giuliani le lanzó a su esposo una "mirada de lo más repugnante" después del comentario; los Giuliani anunciaron unas semanas después que se divorciarían. La noticia de la ruptura hizo que los medios de comunicación recordaran cómo la relación Rudy-Judith había salido a la luz por primera vez durante las agitadas semanas de la campaña senatorial del 2000.
Giuliani se convirtió aún más en el centro de atención pública como una figura central en el escándalo Trump-Ucrania y en los intentos de revertir las elecciones presidenciales de Estados Unidos de 2020, y luego como sujeto de una investigación federal sobre posibles irregularidades con respecto a sus acciones en Ucrania. Cuando se le preguntó sobre su antiguo rival de campaña en abril de 2021, Clinton dijo que Giuliani se ha "estado comportando de manera tan errática y aparentemente ilegal durante tanto tiempo" que "no lo reconozco ahora. No sé qué le ha pasado, y veremos qué concluye la investigación".